# Andromachos (Sohn des Hieron)
Andromachos (altgriechisch Ἀνδρόμαχος), Sohn des Hieron, war ein makedonischer Offizier Alexanders des Großen im 4. vorchristlichen Jahrhundert.
Während des Asienfeldzugs kommandierte Andromachos in der Schlacht von Gaugamela 331 v. Chr. 600 berittene Söldner auf dem linken Flügel. Offenbar war er ein Unterführer der berittenen Söldner, die unter dem Oberkommando des Menidas standen. In Ekbatana blieb Andromachos zunächst im Stab des Parmenion zurück, schloss sich aber noch im selben Jahr dem Hauptheer in Areia wieder an. Offenbar wurde er in dieser Zeit in die Reihen der Gefährten (hetairoi) aufgenommen, denn im Jahr 329 v. Chr. führte er 60 Hetairenreiter im Kampf gegen Spitamenes an. Unter dem Oberbefehl des Pharnuches wurde seine Truppe am Polytimetos (Serafschan) in der Nähe von Marakanda (Samarqand) vernichtend geschlagen. Ob Andromachos zu den wenigen Überlebenden gehörte, ist unbekannt; er wird danach jedenfalls nicht mehr erwähnt.